# Microbiologie medicală

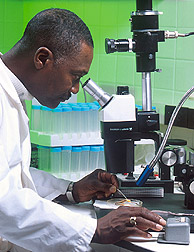
Microscopia optică are aplicații importante în microbiologia clinică

Microbiologia medicală sau clinică este ramura microbiologiei care are aplicabilitate în științele medicale și farmaceutice, ocupându-se cu prevenirea, diagnosticarea și tratarea bolilor infecțioase. Acest domeniu al microbiologiei studiază și diversele aplicații clinice ale microbilor pentru îmbunătățirea sănătății. Există patru tipuri de microorganisme care provoacă boli infecțioase, fiind agenți patogeni: bacterii, levuri (ciuperci), paraziți și virusuri, precum și un tip de proteină infecțioasă numită prion.